# Ermida de Santa Catarina (Lajes do Pico)

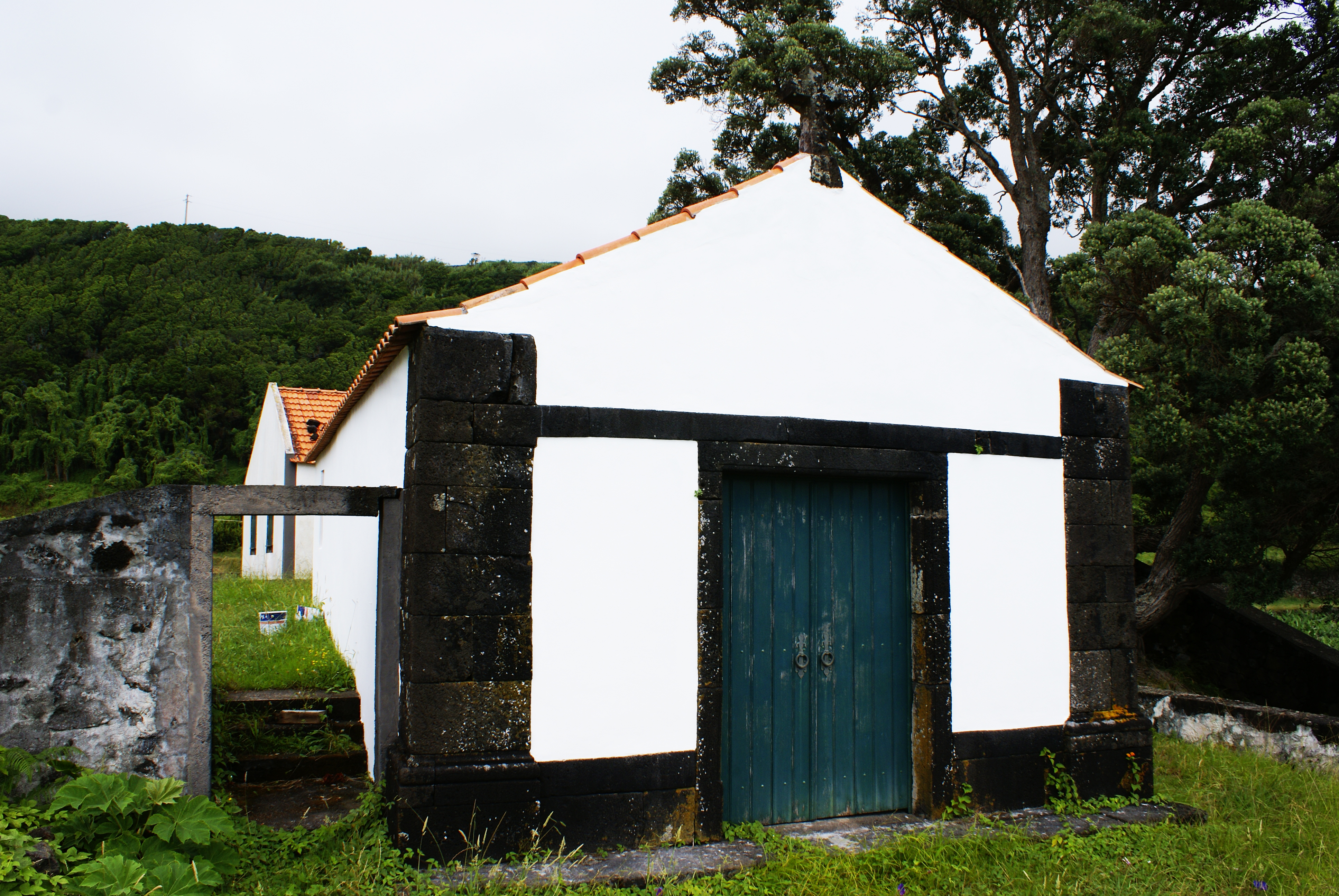
Ermida de Santa Catarina, Lajes do Pico.

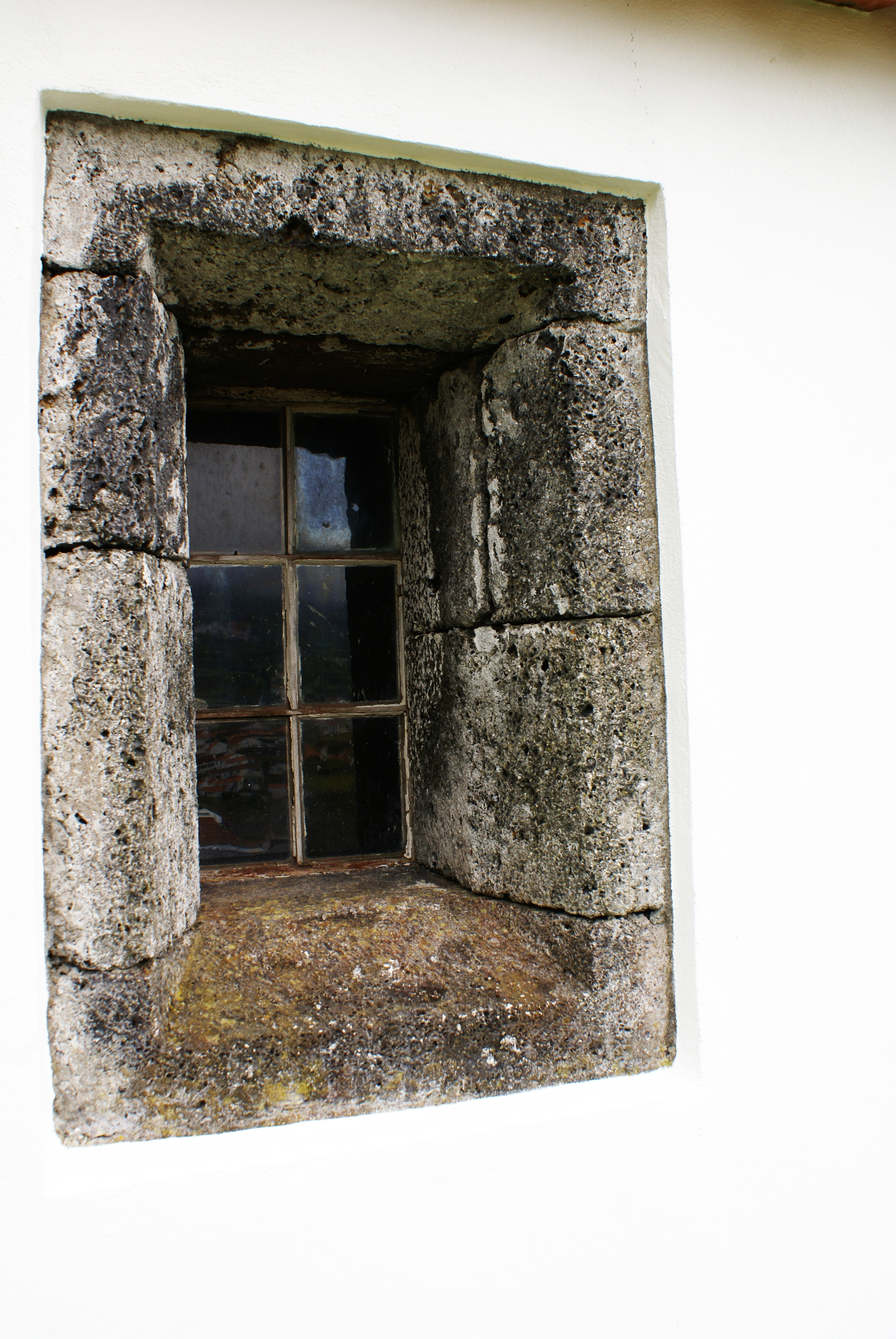
Ermida de Santa Catarina, pormenor.

A  Ermida de Santa Catarina  localiza-se na freguesia de Lajes, Município de Lajes do Pico, na ilha do Pico, na Região Autónoma dos Açores, em Portugal.
Implanta-se no alto de uma colina, no tardoz da sede da Associação dos Bombeiros Voluntários das Lajes do Pico.

## História
A sua construção remonta ao século XVII, sob a invocação de Santa Catarina.